# Las Piedras, Las Choapas
Las Piedras är en ort i Mexiko.   Den ligger i kommunen Las Choapas och delstaten Veracruz, i den sydöstra delen av landet, 600 km öster om huvudstaden Mexico City. Las Piedras ligger 22 meter över havet och antalet invånare är 113.
Terrängen runt Las Piedras är platt. Runt Las Piedras är det ganska glesbefolkat, med 29 invånare per kvadratkilometer. Närmaste större samhälle är Francisco Rueda, 15,4 km norr om Las Piedras. Omgivningarna runt Las Piedras är en mosaik av jordbruksmark och naturlig växtlighet.